# Piazza Vittoria (Nápoly)
A Piazza Vittoria egy nápolyi tér. A lepantói csata emlékére épült, ahol a keresztények legyőzték a török hajóhadat. A téren található Santa Maria della Vittoria templomot Ausztriai Johanna kérésére építették, aki a győztes seregek vezérének lánya volt.